# Pilostyles
Pilostyles là chi thực vật có hoa trong họ Apodanthaceae.